# Binangonan
Binangonan is een gemeente in de Filipijnse provincie Rizal op het eiland Luzon. Bij de laatste census in 2010 telde de gemeente bijna 250 duizend inwoners.

## Geografie

### Bestuurlijke indeling
Binangonan is onderverdeeld in de volgende 10 barangays:
| - Bagumbayan - Kalayaan - Poblacion Ibaba - Poblacion Itaas - San Isidro | - San Pedro - San Roque - San Vicente - Santo Niño - Mahabang Parang |

## Demografie
Binangonan had bij de census van 2010 een inwoneraantal van 249.872 mensen. Dit waren 10.941 mensen (4,6%) meer dan bij de vorige census van 2007. Ten opzichte van de census van 2000 was het aantal inwoners gegroeid met 62.181 mensen (33,1%). De gemiddelde jaarlijkse groei in die periode kwam daarmee uit op 2,90%, hetgeen hoger was dan het landelijk jaarlijks gemiddelde over deze periode (1,90%).

De bevolkingsdichtheid van Binangonan was ten tijde van de laatste census, met 249.872 inwoners op 66,34 km², 3766,5 mensen per km².

## Geboren in Binangonan
- Valentin Mechilina (13 november 1915), componist en dirigent.
- Consuelo Ynares-Santiago (5 oktober 1939), rechter hooggerechtshof.